# Stenocarpus dumbeensis
Stenocarpus dumbeensis är en tvåhjärtbladig växtart som beskrevs av André Guillaumin. Stenocarpus dumbeensis ingår i släktet Stenocarpus och familjen Proteaceae. Inga underarter finns listade i Catalogue of Life.